# Герхардсхофен
Герхардсхофен (њем. Gerhardshofen) општина је у њемачкој савезној држави Баварска. Једно је од 38 општинских средишта округа Нојштат ан дер Ајш-Бад Виндсхајм. Према процјени из 2010. у општини је живјело 2.574 становника. Посједује регионалну шифру (AGS) 9575125.

## Географски и демографски подаци
Герхардсхофен се налази у савезној држави Баварска у округу Нојштат ан дер Ајш-Бад Виндсхајм. Општина се налази на надморској висини од 288 метара. Површина општине износи 27,2 km². У самом мјесту је, према процјени из 2010. године, живјело 2.574 становника. Просјечна густина становништва износи 95 становника/km².